# Джуно (аэропорт)
Международный аэропорт Джуно (англ. Juneau International Airport), (ИАТА: JNU, ИКАО: PAJN, FAA LID: JNU) — государственный гражданский аэропорт, расположенный в 11 километрах к северо-западу от центрального делового района города Джуно (Аляска, США). Аэропорт представляет собой региональный центр воздушных перевозок в штате Аляска для местных авиаперевозчиков и магистральной авиакомпании Alaska Airlines.

## Операционная деятельность
Международный аэропорт Джуно занимает площадь в 264 гектара, расположен на высоте 6 метров над уровнем моря и эксплуатирует две взлётно-посадочные полосы, одна из которых предназначена для приёма гидросамолётов:
- 8/26 размерами 2578 х 46 метров с асфальтовым покрытием;
- 8W/26W размерами 1494 x 137 метров — для гидросамолётов.

За период с 15 декабря 2006 года по 15 декабря 2007 года Международный аэропорт Джуно обработал 153 010 операций взлётов и посадок самолётов (в среднем 419 операций ежедневно), из них 70 % пришлось на рейсы аэротакси, 24 % — на авиацию общего назначения, 5 % заняли регулярные коммерческие перевозки и 1 % — рейсы военной авиации. В данный период в аэропорту базировалось 341 воздушное судно, которых 82 % составили однодвигательные самолёты, 10 % — вертолёты, 6 % — многодвигательные лайнеры, 1 % — самолёты военной авиации и меньше 1 % заняли реактивные и сверхлёгкие самолёты.

## Авиакомпании и пункты назначения

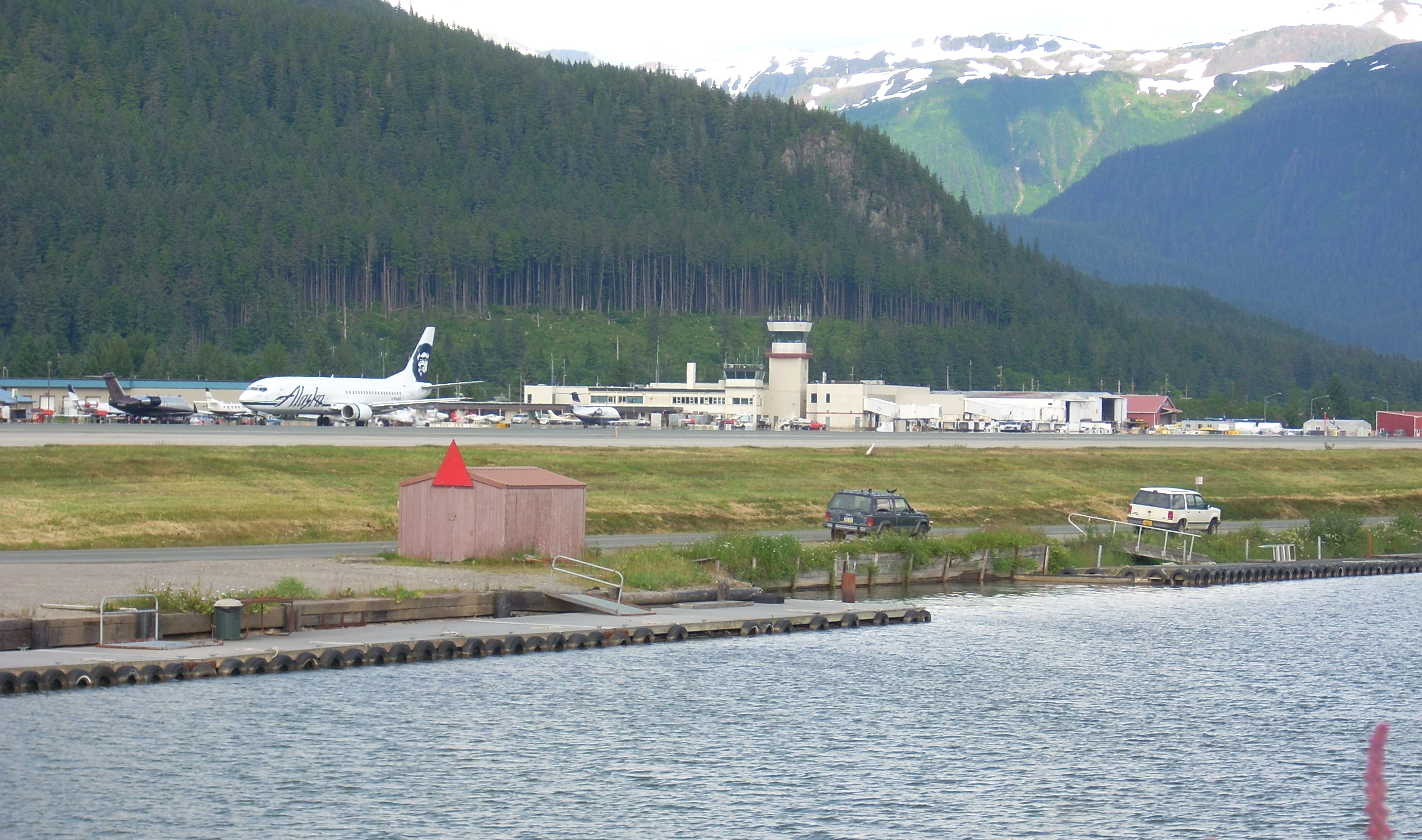
Здание терминала Международного аэропорта Джуно